# Waging am See
Waging am See (tên chính thức: Waging a. See) là một đô thị ở huyện Traunstein bang Bayern, Đức.